# NGC 7326
NGC 7326 је двојна звезда у сазвежђу Пегаз која се налази на NGC листи објеката дубоког неба.
Деклинација објекта је + 34° 25' 25" а ректасцензија 22h 36m 52,1s. Привидна величина (магнитуда) објекта NGC 7326 износи 14,0.